# رجل الذئب المجدول
رجل الذئب المجدول (الاسم العلمي:Lycopodium volubile) هو نوع من النباتات يتبع جنس رجل الذئب من فصيلة الرجل الذئبية.